# Xiongguanlong
Xiongguanlong war ein basaler Tyrannosauroide, der 2009 beschrieben wurde. Einzige Art ist Xiongguanlong baimoensis. Die Gattung wurde nach der Stadt Jiayuguan benannt, die in der Nähe liegt. Xiong Guan ist ihr alter Name, long steht für Drache. Das Art-Epitheton baimoensis nach einer Felsenformation in der Nähe. Xiongguanlong lebte am Ende der Unterkreide vor 125 bis 100 Millionen Jahren.
Der Holotyp mit der Katalognummer FRDC-GS JB16-2-1 besteht aus einem kompletten, allerdings deformierten Schädel ohne Unterkiefer, den Wirbeln mit Ausnahme der Halswirbel, einem teilweise erhaltenen rechten Darmbein und dem rechten Oberschenkelknochen.

## Merkmale
Da die Knochennähte des Holotyps fast vollständig geschlossen sind, muss es ein ausgewachsenes Exemplar sein. Das Gewicht des lebenden Exemplars wird auf 272 Kilogramm geschätzt. Die Körperhöhe betrug etwa zwei Meter. Damit war Xiongguanlong ein mittelgroßer Tyrannosauroide.
Xiongguanlong hatte ähnlich wie Alioramus, einen niedrigen langen Schädel und eine schmale, lange Schnauze, die mehr als zwei Drittel der Schädellänge ausmachte. Wie bei den spätkreidezeitlichen Tyrannosauroiden ist der Schädel hinter der Schnauzenregion seitlich verbreitert und etwa doppelt so breit wie die Schnauze.
Das Zwischenkieferbein war kurz und genau so hoch wie lang. Es hatte vier Zähne, die im Unterschied zu anderen Tyrannosauroidea wie Dilong, Eotyrannus, Gorgosaurus und ausgewachsenen Exemplaren von Tyrannosaurus ungesägt waren. Der Oberkiefer war lang und niedrig. In dem besser erhaltenen linken Oberkiefer finden sich 15 knöcherne Zahnfächer.

## Systematik
Xiongguanlong ist das Schwestertaxon der Tyrannosauridae plus Appalachiosaurus.
|  | Xiongguanlong                                                        |
|  |                                                                      |
|  | \| \| Appalachiosaurus \| \| \| \| \| \| Tyrannosauridae \| \| \| \| |
|  |                                                                      |
|  | Appalachiosaurus                                                     |
|  |                                                                      |
|  | Tyrannosauridae                                                      |
|  |                                                                      |

|  | Appalachiosaurus |
|  |                  |
|  | Tyrannosauridae  |
|  |                  |

|  | Xiongguanlong                                                        |
|  |                                                                      |
|  | \| \| Appalachiosaurus \| \| \| \| \| \| Tyrannosauridae \| \| \| \| |
|  |                                                                      |
|  | Appalachiosaurus                                                     |
|  |                                                                      |
|  | Tyrannosauridae                                                      |
|  |                                                                      |

|  | Appalachiosaurus |
|  |                  |
|  | Tyrannosauridae  |
|  |                  |

|  | Xiongguanlong                                                        |
|  |                                                                      |
|  | \| \| Appalachiosaurus \| \| \| \| \| \| Tyrannosauridae \| \| \| \| |
|  |                                                                      |
|  | Appalachiosaurus                                                     |
|  |                                                                      |
|  | Tyrannosauridae                                                      |
|  |                                                                      |

|  | Appalachiosaurus |
|  |                  |
|  | Tyrannosauridae  |
|  |                  |

|  | Xiongguanlong                                                        |
|  |                                                                      |
|  | \| \| Appalachiosaurus \| \| \| \| \| \| Tyrannosauridae \| \| \| \| |
|  |                                                                      |
|  | Appalachiosaurus                                                     |
|  |                                                                      |
|  | Tyrannosauridae                                                      |
|  |                                                                      |

|  | Appalachiosaurus |
|  |                  |
|  | Tyrannosauridae  |
|  |                  |

|  | Xiongguanlong                                                        |
|  |                                                                      |
|  | \| \| Appalachiosaurus \| \| \| \| \| \| Tyrannosauridae \| \| \| \| |
|  |                                                                      |
|  | Appalachiosaurus                                                     |
|  |                                                                      |
|  | Tyrannosauridae                                                      |
|  |                                                                      |

|  | Appalachiosaurus |
|  |                  |
|  | Tyrannosauridae  |
|  |                  |

|  | Xiongguanlong                                                        |
|  |                                                                      |
|  | \| \| Appalachiosaurus \| \| \| \| \| \| Tyrannosauridae \| \| \| \| |
|  |                                                                      |
|  | Appalachiosaurus                                                     |
|  |                                                                      |
|  | Tyrannosauridae                                                      |
|  |                                                                      |

|  | Appalachiosaurus |
|  |                  |
|  | Tyrannosauridae  |
|  |                  |

|  | Xiongguanlong                                                        |
|  |                                                                      |
|  | \| \| Appalachiosaurus \| \| \| \| \| \| Tyrannosauridae \| \| \| \| |
|  |                                                                      |
|  | Appalachiosaurus                                                     |
|  |                                                                      |
|  | Tyrannosauridae                                                      |
|  |                                                                      |

|  | Appalachiosaurus |
|  |                  |
|  | Tyrannosauridae  |
|  |                  |

|  | Xiongguanlong                                                        |
|  |                                                                      |
|  | \| \| Appalachiosaurus \| \| \| \| \| \| Tyrannosauridae \| \| \| \| |
|  |                                                                      |
|  | Appalachiosaurus                                                     |
|  |                                                                      |
|  | Tyrannosauridae                                                      |
|  |                                                                      |

|  | Appalachiosaurus |
|  |                  |
|  | Tyrannosauridae  |
|  |                  |